# Bambu-trepador
O bambu-trepador (Chusquea capituliflora) é uma planta ornamental da família das gramíneas.
É uma planta nativa e endémica do Brasil, ocorrendo nas regiões Sudeste e Sul.
Possui colmo áspero e sólido que atinge 6 m, ramos em forma de leque, folhas oblongolanceoladas, agudas, estriadas, e flores em capítulos terminais. Fornece material duro e resistente utilizado em cestaria e suas folhas são forrageiras.
Também é conhecido pelos nomes de criciúma, gurixima, quixiúme, taquari e taquarinha.